# Alain Boghossian
Alain Boghossian (Digne-les-Bains, Provenza-Alpes-Costa Azul, 27 de octubre de 1970) es un exjugador de fútbol de origen armenio-francés. Jugó en la posición de mediocampista.

## Clubes
| Club                  | País    | Año         |
| --------------------- | ------- | ----------- |
| Olympique de Marsella | Francia | 1988 - 1992 |
| Istres F. C.          | Francia | 1992 - 1993 |
| Olympique de Marsella | Francia | 1993 - 1994 |
| S. S. C. Napoli       | Italia  | 1994 - 1997 |
| U. C. Sampdoria       | Italia  | 1997 - 1998 |
| Parma F. C.           | Italia  | 1998 - 2002 |
| R. C. D. Espanyol     | España  | 2002 - 2003 |

## Palmarés

### Campeonatos nacionales
| Título              | Club        | País   | Año     |
| ------------------- | ----------- | ------ | ------- |
| Copa de Italia      | Parma F. C. | Italia | 1998-99 |
| Supercopa de Italia | Parma F. C. | Italia | 1999    |
| Copa de Italia      | Parma F. C. | Italia | 2001-02 |

### Campeonatos internacionales
| Título                 | Equipo               | País    | Año     |
| ---------------------- | -------------------- | ------- | ------- |
| Copa Mundial de Fútbol | Selección de Francia | Francia | 1998    |
| Copa de la UEFA        | Parma F. C.          | Italia  | 1998-99 |